# Aerodramus palawanensis
La salangana de Palawan (Aerodramus palawanensis) es una especie de ave apodiforme de la familia Apodidae endémica de Filipinas. Algunos taxónomos la consideran una subespecie de la salangana de Vanikoro.

## Distribución
Se encuentra confinada en la provincia filipina de Palawan, en la isla principal y algunos islotes circundantes.